# Semigrupo fator de Rees
Em matemática, na teoria de semigrupos, um semigrupo fator de Rees (também chamado de semigrupo quociente de Rees ou apenas fator de Rees), assim chamado em referência a David Rees, é um certo tipo de semigrupo construído usando um semigrupo e um ideal do semigrupo.
Seja S um semigrupo e seja I um ideal de S. Usando S e I, pode-se construir um novo semigrupo fundindo I em um único elemento, e mantendo a identidade dos elementos de S fora de I. O novo semigrupo obtido desta forma é chamado de semigrupo fator de Rees de S módulo I  e é denotado por S/I.
O conceito de semigrupo fator de Rees foi introduzido por David Rees em 1940.

## Definição formal
Um subconjunto A de um semigrupo S é chamado de um ideal de S se tanto SA quanto AS são subconjuntos de A. Seja I um ideal de um semigrupo S. A relação ρ em S definida por
x ρ y   ⇔ x = y ou ambos x e y estão em I
é uma relação de equivalência em S. As classes de equivalência sob ρ são conjuntos unitários { x } em que x não pertence a I e o conjunto I. Como I é um ideal de S, a relação ρ é uma congruência em S. O semigrupo quociente S/ρ é, por definição, o semigrupo fator de Rees de S módulo I. Por conveniência de notação um semigrupo S/ρ também é representado como S/I. No semigrupo fator de Rees, o produto de dois elementos de S \ I (o complementar I em relação a S) é o mesmo que o seu produto em S se tal produto encontra-se em S \ I; caso contrário, o produto é dado pelo elemento novo elemento I.
A congruência ρ em S definida acima, é chamada de congruência de Rees em S modulo I.

## Exemplo
Considere o semigrupo S = { a, b, c, d, e } com a operação binária definida pela seguinte tabela de Cayley:
| · | a | b | c | d | e |
| - | - | - | - | - | - |
| a | a | a | a | d | d |
| b | a | b | c | d | d |
| c | a | c | b | d | d |
| d | d | d | d | a | a |
| e | d | e | e | a | a |

Seja I = { a, d }, que é um subconjunto de S. Como
SI = { aa, ba, ca, da, ea, ad, bd, cd, dd, ed } = { a, d } ⊆ I
IS = { aa, da, ab, db, ac, dc, ad, dd, ae, de } = { a, d } ⊆ I
o conjunto I é um ideal de S. O semigrupo fator de Rees de S módulo I é o conjunto S/I = { b, c, e, I }, com a operação binária definida pela seguinte tabela de Cayley:
| · | b | c | e | I |
| - | - | - | - | - |
| b | b | c | I | I |
| c | c | b | I | I |
| e | e | e | I | I |
| I | I | I | I | I |

## Extensão por ideais
Um semigrupo S é chamado de uma extensão por ideais de um semigrupo A por um semigrupo B se A é um ideal de S e o semigrupo fator de Rees S/A é isomorfo a B.

Alguns dos casos que foram amplamente estudadas incluem: extensões por ideais de semigrupos completamente simples, de um grupo por um semigrupo completamente 0-simples, de um semigrupo comutativo com cancelamento por um grupo com zero adicionado. Em geral, o problema de descrever todas as extensões por ideais de um semigrupo ainda está em aberto.